# Nerkin Shorzha
Nerkin Shorzha là một đô thị thuộc tỉnh Gegharkunik, Armenia. Dân số ước tính năm 2011 là 127 người.